# آموس ر. ويبر
آموس ر. ويبر هو محامي وقاضي وسياسي أمريكي، ولد في 21 يناير 1852 في Hinckley, Ohio ‏ في الولايات المتحدة، وتوفي في 25 فبراير 1948 في إليريا في الولايات المتحدة. نشط حزبياً في الحزب الجمهوري. وقد انتخب عضو مجلس النواب الأمريكي ‏.